# Lieksa
Lieksa est une municipalité rurale ainsi que d'une ville de l'est de la Finlande qui appartiennent à la province de Finlande-Orientale et à la région de Carélie du Nord.
La commune de Lieksa est très étendue et peu peuplée. Elle se situe à cheval sur le lac Pielinen. En plus de la ville du même nom, la commune de Lieksa regroupe de nombreux villages et localités. Sa superficie est de 406 760 ha et sa population était de 12 463 habitants en aout 2012.
La ville de Lieksa se situe sur la rive est du lac Pielinen. Elle a reçu le statut de ville en 1973.

## Étymologie
Le nom "Lieksa" viendrait du same et en particulier de l’ancêtre du mot same contemporain "leakša" qui signifie «vallée marécageuse». Ceci attesterait la thèse de l'occupation de cette localité par un groupe de Lapons comme ce serait le cas pour d'autres localités de Finlande en dehors de Laponie.

## Histoire

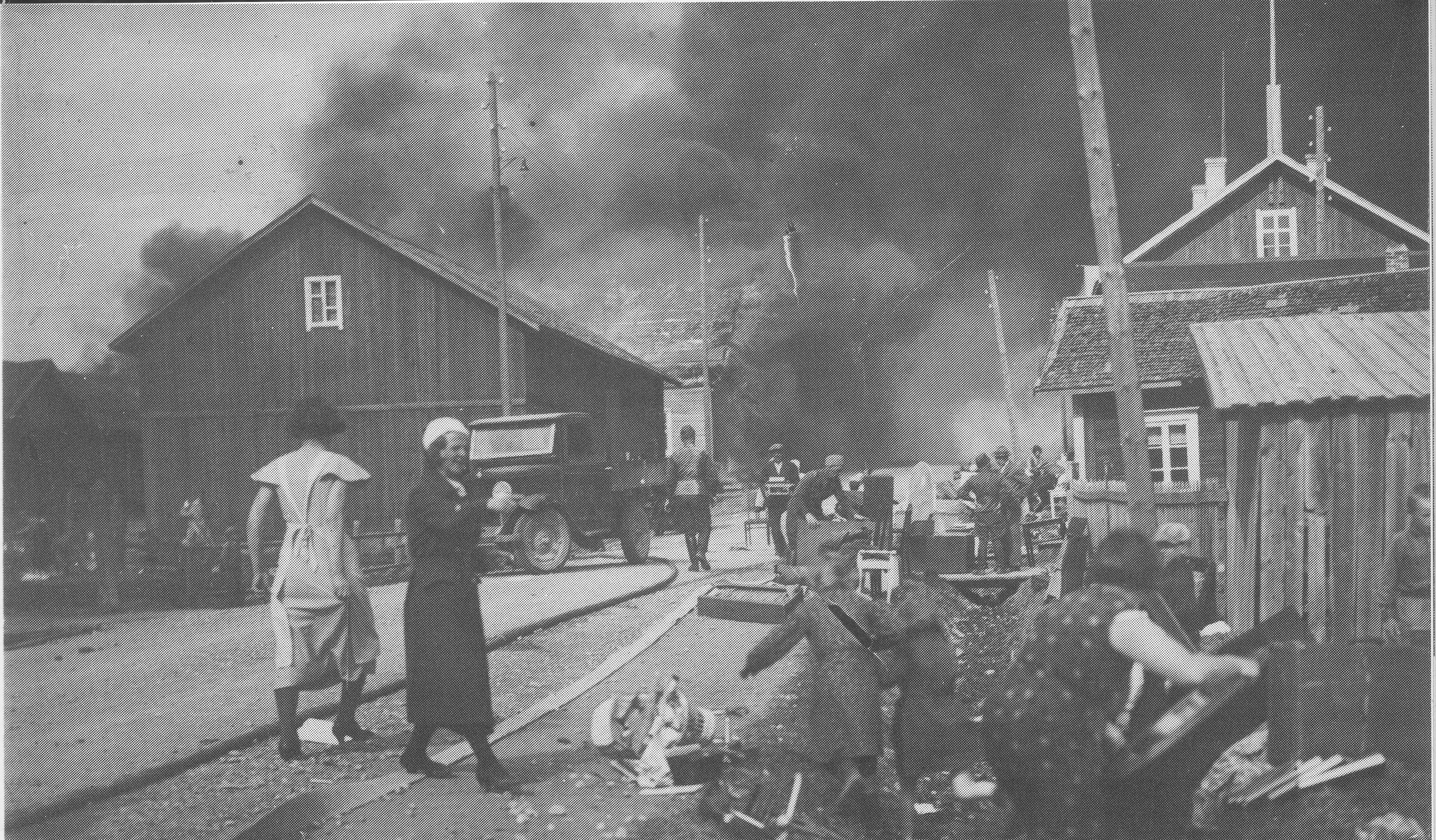
Incendie de 1934

La zone de Lieksa est habitée depuis longtemps. En attestent des objets de l'age du fer qui y ont été trouvés. Un bronze décoratif datant de l'an 800 a par ailleurs été découvert dans le village de Kelvä (30km au sud de Lieksa). Il est exposé au musée national de Finlande.
En 1323, le traité de Pähkinäsaari partage la Carélie entre la Suède et Novgorod. La région du lac Pielinen passe sous la domination de Novgorod et elle voit s'y établir de nombreux Caréliens.
à la fin du XVe siècle, les villages de Lieksa, Pielisjärvi et Viensuu (localités de Lieksa) sont fondés. Ce sont parmi les premiers villages de la région du lac Pielinen.
En 1595, Le traité de Teusina impose la domination de Moscou sur la région. En 1617, le Traité de Stolbovo rattache la région à la Suède et plus précisément au comté de Kexholm.
En 1653, La première ville de la zone est fondée par Per Brahe, gouverneur général de Finlande. Elle reçoit le nom de Brahea. Elle est dévastée par les armées russes à deux reprises. Brahea disparait, les habitations sont déplacées de quelques kilomètres et Lieksa se développe en tant que carrefour commercial.
En 1934, Lieksa est détruite totalement par un incendie. Elle est rapidement reconstruite et reçoit le statut de place de marché en 1936.
En 1973, Lieksa reçoit le statut de ville après sa fusion avec Pielisjärvi.

## Démographie
Comme toutes les municipalités de la région, elle a durement souffert de l'exode rural, perdant la moitié de sa population depuis 1960.
| Année | Population, |
| ----- | ----------- |
| 1980  | 19 157      |
| 1985  | 18 588      |
| 1990  | 17 527      |
| 1995  | 16 752      |
| 2000  | 15 208      |
| 2005  | 13 722      |
| 2010  | 12 687      |
| 2015  | 12 074      |
| 2020  | 10 725      |

## Géographie
La commune de Lieksa se situe à  l'est de la Finlande. Elle fait partie de la province de Finlande-Orientale et de la région de Carélie du Nord. Elle est bordée à l'est par la république de Carélie (Russie), au nord par les communes de Nurmes et Kuhmo, à l'ouest par la commune de Juuka, au sud par les communes de Kontiolahti, Eno et Ilomantsi.
La commune de Lieksa est vallonnée (Min. 94 m – Max. 347 m) et très étendue (superficie voisine de celle de l'île de Majorque). Le territoire de la commune est composé (par ordre décroissant d'importance) de forêt, d'eau, de cultures, de bâtiments/routes
La commune de Lieksa est à cheval sur le lac Pielinen et comprend une bonne partie du lac Pielinen. La partie de la commune sur la rive est la plus étendue. La ville de Lieksa se situe sur la rive est du lac Pielinen et est traversée par la rivière Lieksanjoki. Le mont Koli et le parc national du même nom sont situés sur la rive ouest.
Une partie du parc national de Patvinsuo se situe également sur le territoire de la commune (sud).

## Économie

### Principales entreprises
En 2021, les principales entreprises de Lieksa par chiffre d'affaires sont :
| Société                     | C.A.  |
| --------------------------- | ----- |
| Anaika Wood Group Ltd Oy    | 81 M€ |
| Pankakoski Mill Oy          | 64 M€ |
| Pielisen Betoni Lieksa      | 21 M€ |
| Lieksan Kiinteistöt Oy      | 16 M€ |
| Anaika Lieksa Timber Ltd Oy | 15 M€ |
| K-Citymarket Lieksa         | 14 M€ |
| Anaika Soinlahti Timber Oy  | 8 M€  |
| Nordic Tattoo Supplies Oy   | 7 M€  |
| Metsäkuljetus Kärki Oy      | 4 M€  |
| K-Rauta Lieksa              | 4 M€  |

### Employeurs
En 2021, les plus importants employeurs privés de Lieksa sont:
| Employeur                           | Employés |
| ----------------------------------- | -------- |
| Pankakoski Mill Oy                  | 155      |
| Pielisen Betoni Lieksa              | 95       |
| Lieksan Kiinteistöt Oy              | 53       |
| Anaika Soinlahti Timber Oy          | 48       |
| HBR Finland Oy                      | 32       |
| Carelian Forest Products Ltd Oy     | 28       |
| Lieksan Kotipirtti Oy               | 25       |
| Anaika Lieksa Timber Ltd Oy         | 23       |
| Maalaus- ja tasoitetyöt Pehkonen Oy | 19       |
| TKL Kuljetus Oy                     | 18       |

## Politique et administration

### Conseil municipal
Les sièges des 35 conseillers municipaux sont répartis comme suit:
| Parti     | Parti                              | Sièges 2021–2025 |
| --------- | ---------------------------------- | ---------------- |
|           | Parti social-démocrate de Finlande | 10               |
|           | Vrais Finlandais                   | 6                |
|           | Parti de la Coalition nationale    | 3                |
|           | Parti du centre                    | 13               |
|           | Ligue verte                        | 1                |
|           | Alliance de gauche                 | 1                |
|           | Chrétiens-démocrates               | 1                |
| Sources : |                                    |                  |

### Subdivisions administratives
Les villages faisant partie de la commune de Lieksa sont : Egyptinkorpi, Hattusaari, Hattuvaara, Höntönvaara, Hörhö, Jaakonvaara, Jamali, Jongunjoki, Kelvä, Kitsinvaara, Koli, Kontiovaara, Kuorajärvi, Kylänlahti, Lamminkylä, Lapalie, Louhivaara, Mätäsvaara, Märäjälahti, Nurmijärvi, Ohtavaara, Pankakoski, Pankajärvi, Puso, Romppala, Ruunaa, Saarivaara, Keträvaara, Savijärvi, Siikavaara, Sikovaara, Sokojärvi, Sokovaara, Surpeenvaara, Uusikylä, Varpanen, Vieki, Viensuu, Vuonisjärvi, Vuonislahti.

## Lieux et monuments d’intérêt touristique
- Parc national de Koli et montagne Koli,
- Parc national de Patvinsuo,
- Parc des rapides de Ruunaa (fi),
- Lac Pielinen,
- Musée du Pielinen (fi)[10],
- Musée Atelier d'Eva Ryynänen,
- Église de Paateri, 1991, Eva Ryynänen,
- Église de Lieksa, Raili et Reima Pietilä, 1982 et son clocher, Carl Ludvig Engel,1836,
- Église de la zone frontière de Nurmijärvi (fi), Rafael Blomstedt, 1948,
- Église de Saint-Élie[11],[12], Selim Savonius, 1960,
- Église de Viekijärvi, 1911,
- Chapelle Saint-Nicolas de Vieki, 1964[12],
- Chapelle de la Transfiguration du Christ[13],[12], 1769,
- Manoir de Hovila (fi), Carl Ludvig Engel, 1848,
- Centre culturel de Lieksa, 1985,
- Centrale hydroélectrique de Lieksankoski, Alvar Aalto, 1960,
- Parc animalier Pikkukili (fi)[14],
- Chemin sur glace de Koli (fi)[15],[16].

## Transports
Lieksa est traversée par la kantatie 73, la seututie 504 (Outokumpu-Lieksa), la seututie 522 (Ilomantsi-Lieksa) et la seututie 524 (Lieksa-Kuhmo).

## Personnes célèbres nées ou ayant vécu à Lieksa
- Marja Björk (1958-), écrivain et juriste
- Ilmari Juutilainen (1914-1999), pilote
- Akseli Lajunen (1982-), sportif : saut à ski
- Ernst Nevanlinna (1873-1932), homme politique
- Eila Pehkonen (1924-1991), actrice
- Jorma Rissanen (1932-), informaticien
- Eva Ryynänen (1915-2001), sculpteur
- Jaakko Tallus (1981-) sportif : combiné nordique
- Marutei Tsurunen (1940-), parlementaire Japonais
- Eliel Soisalon-Soininen (1856-1905), procureur,

## Galerie

Vue du sommet de la montagne Koli.
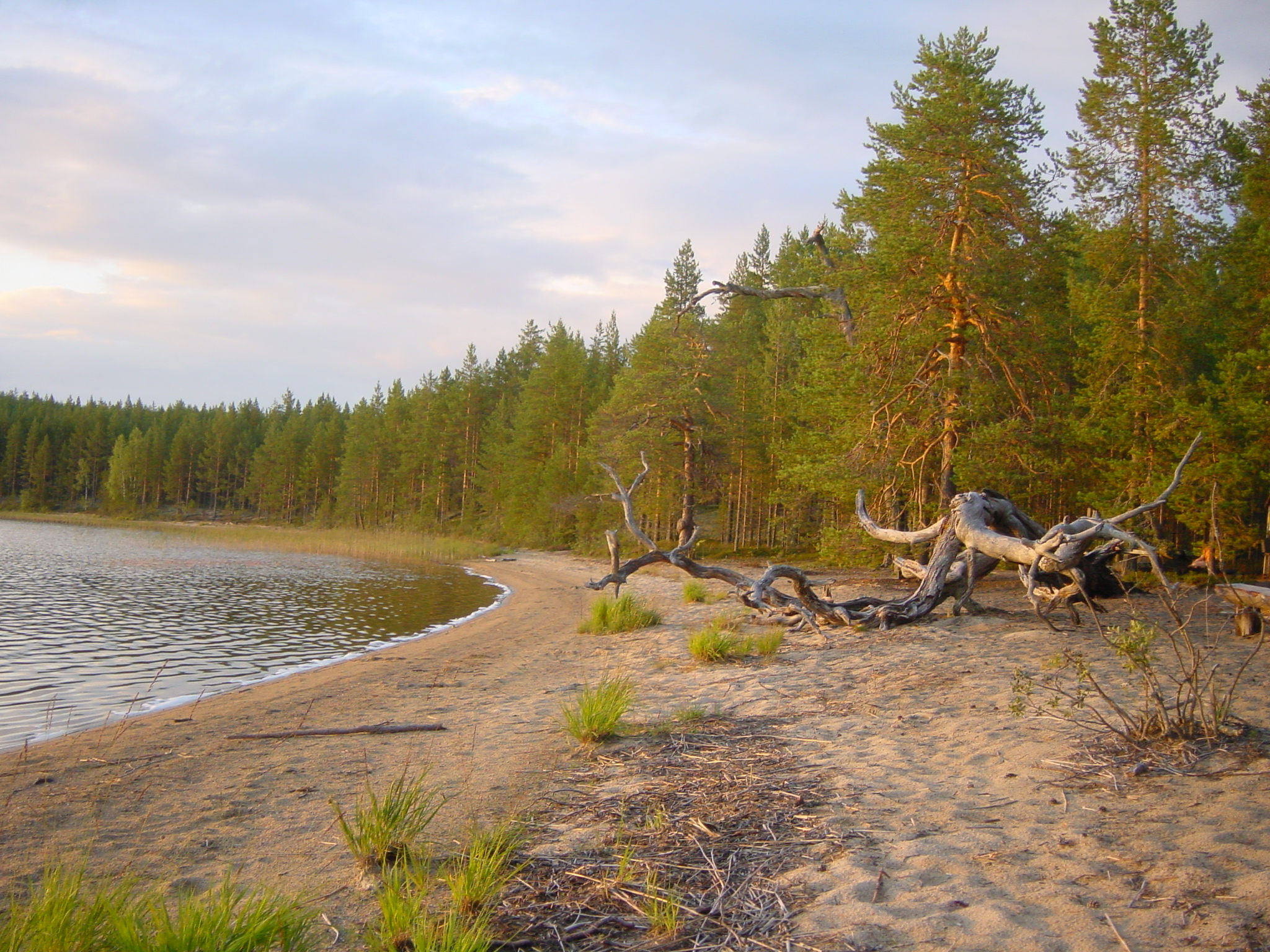
Parc national de Patvinsuo.
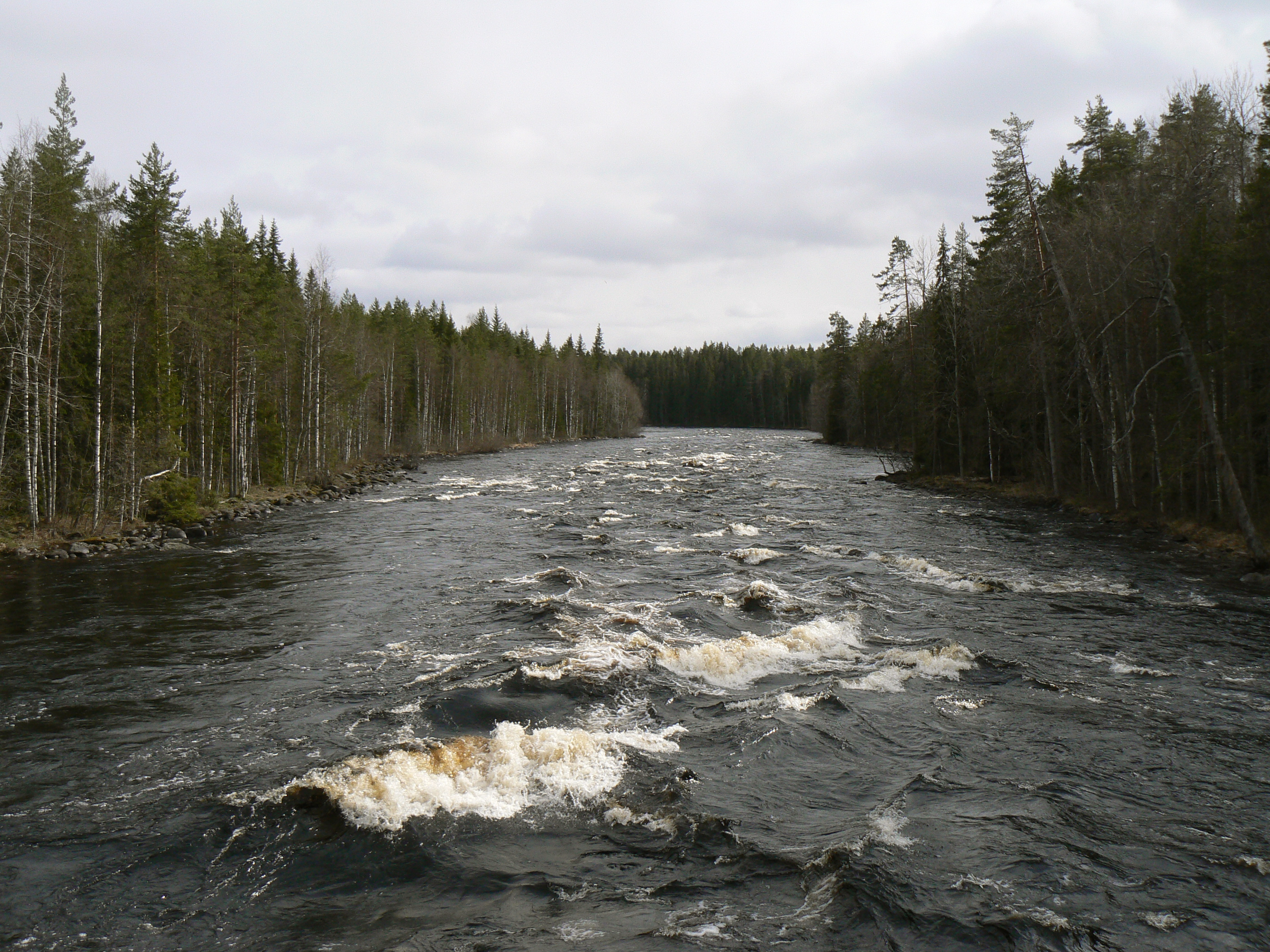
Rapide de Ruunaa.
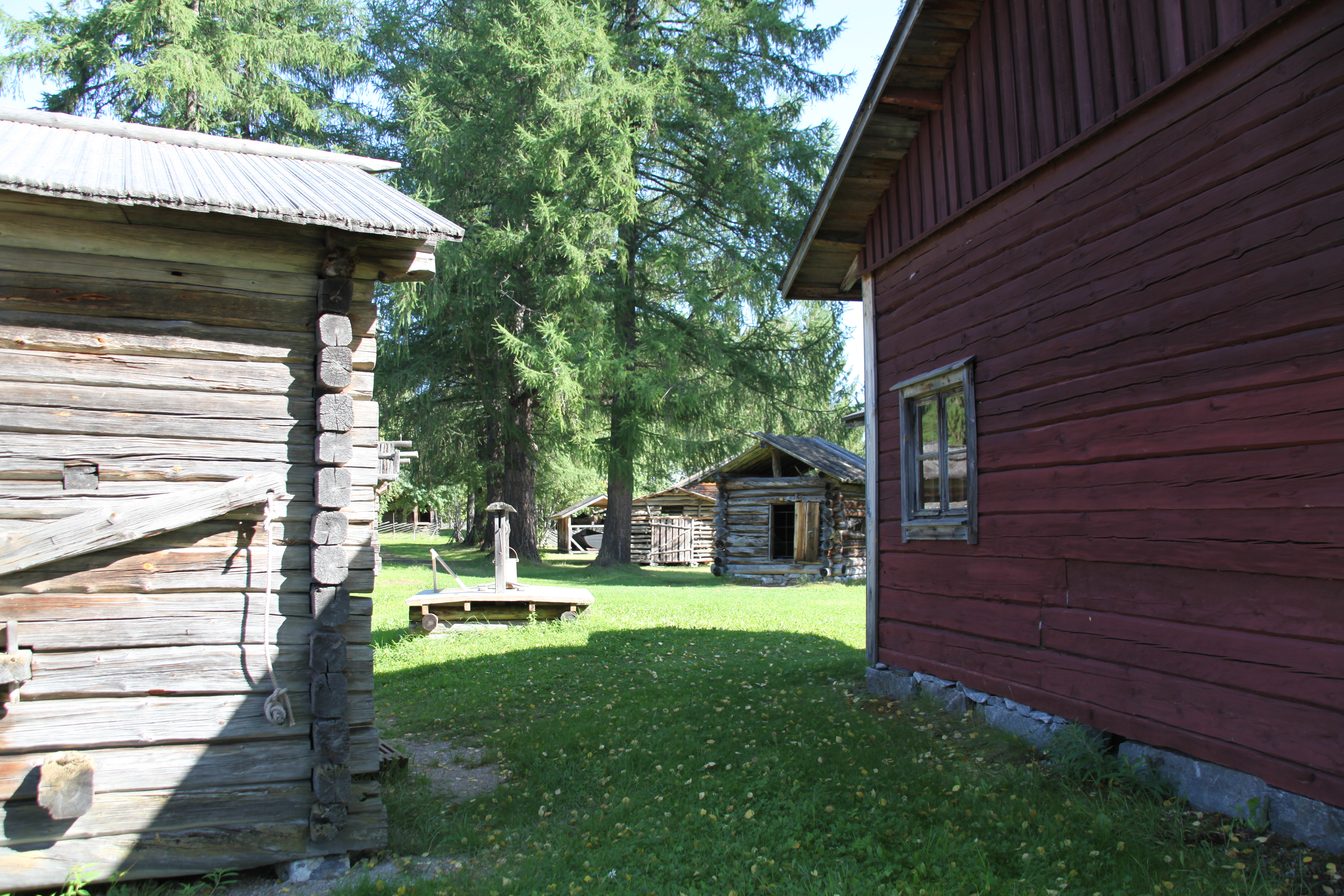
Musée du Pielinen.
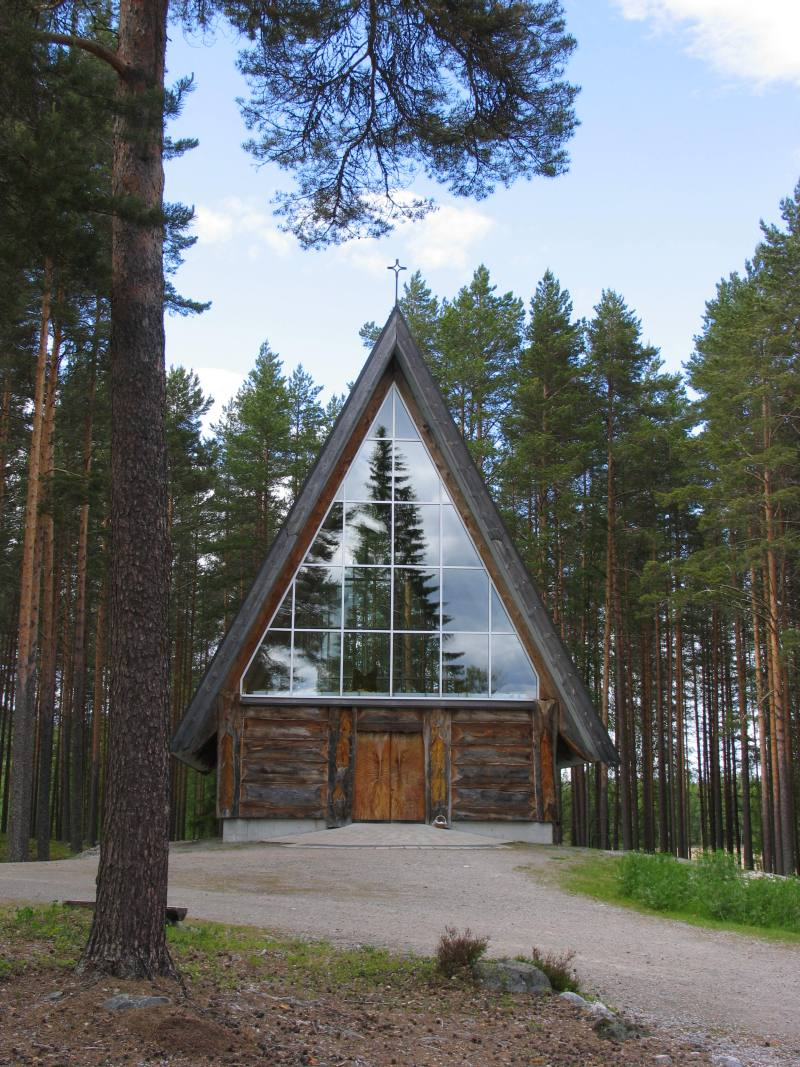
Église de Paateri.
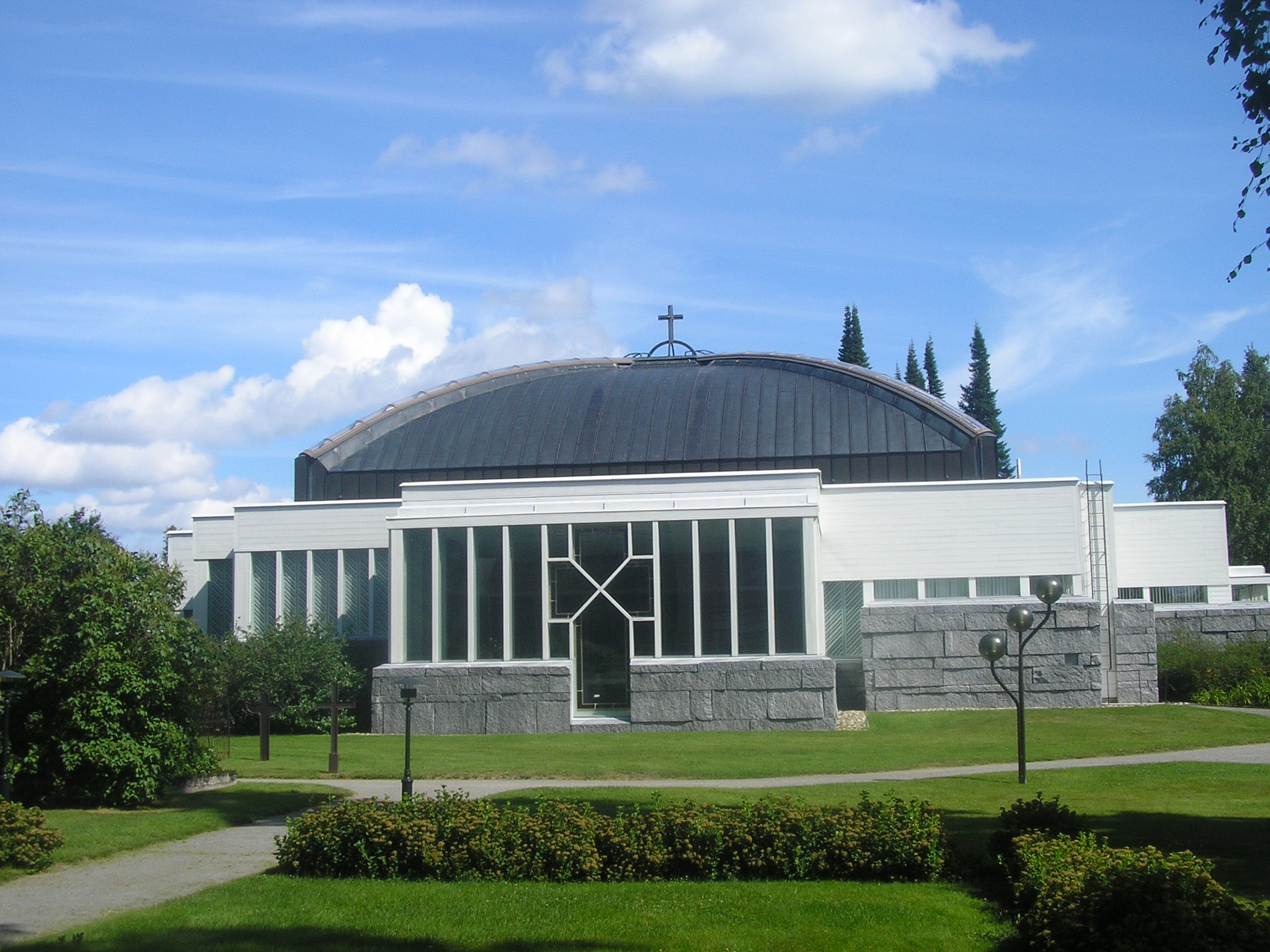
Église de Lieksa.
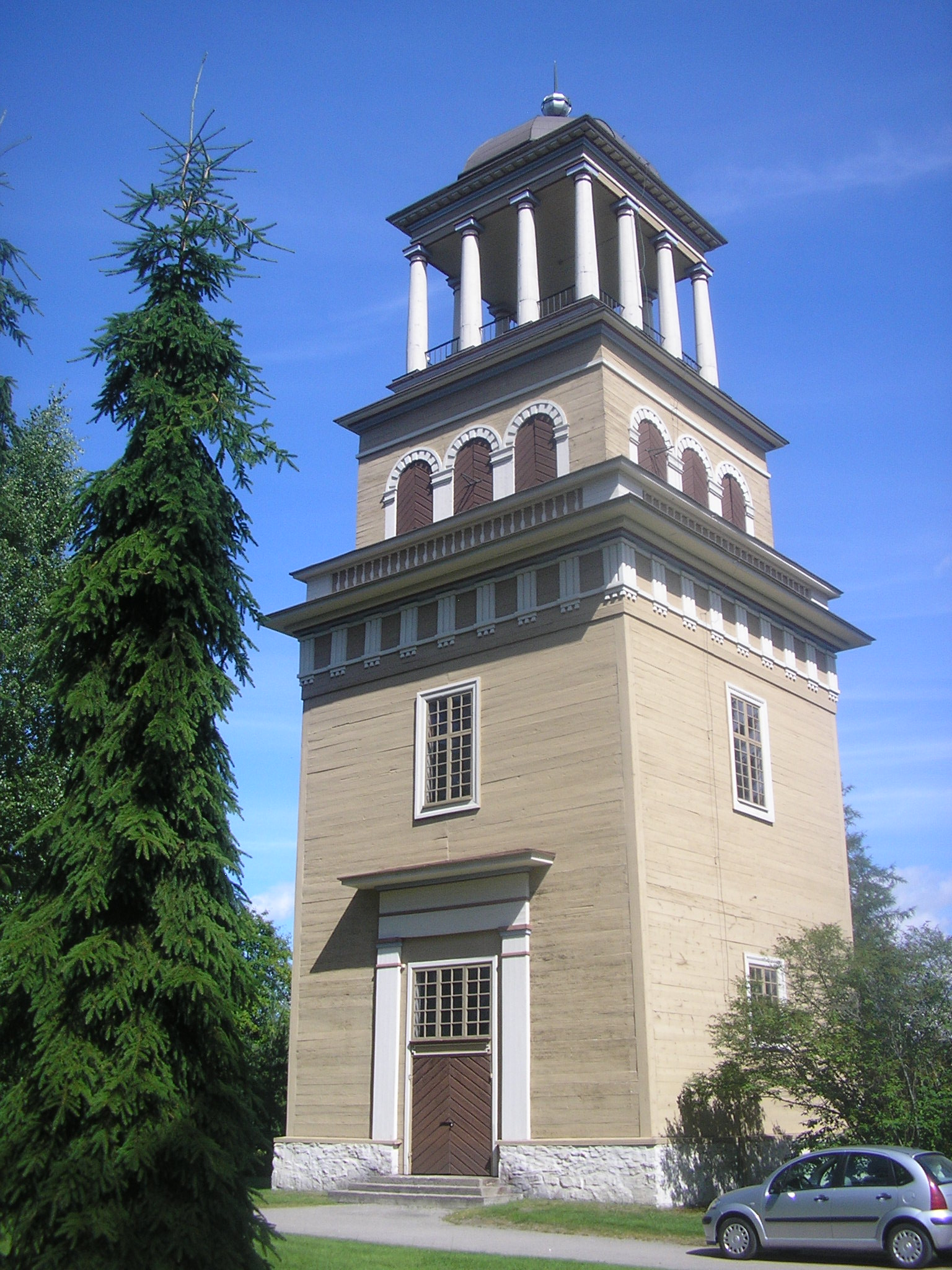
Clocher de l’église de Lieksa.
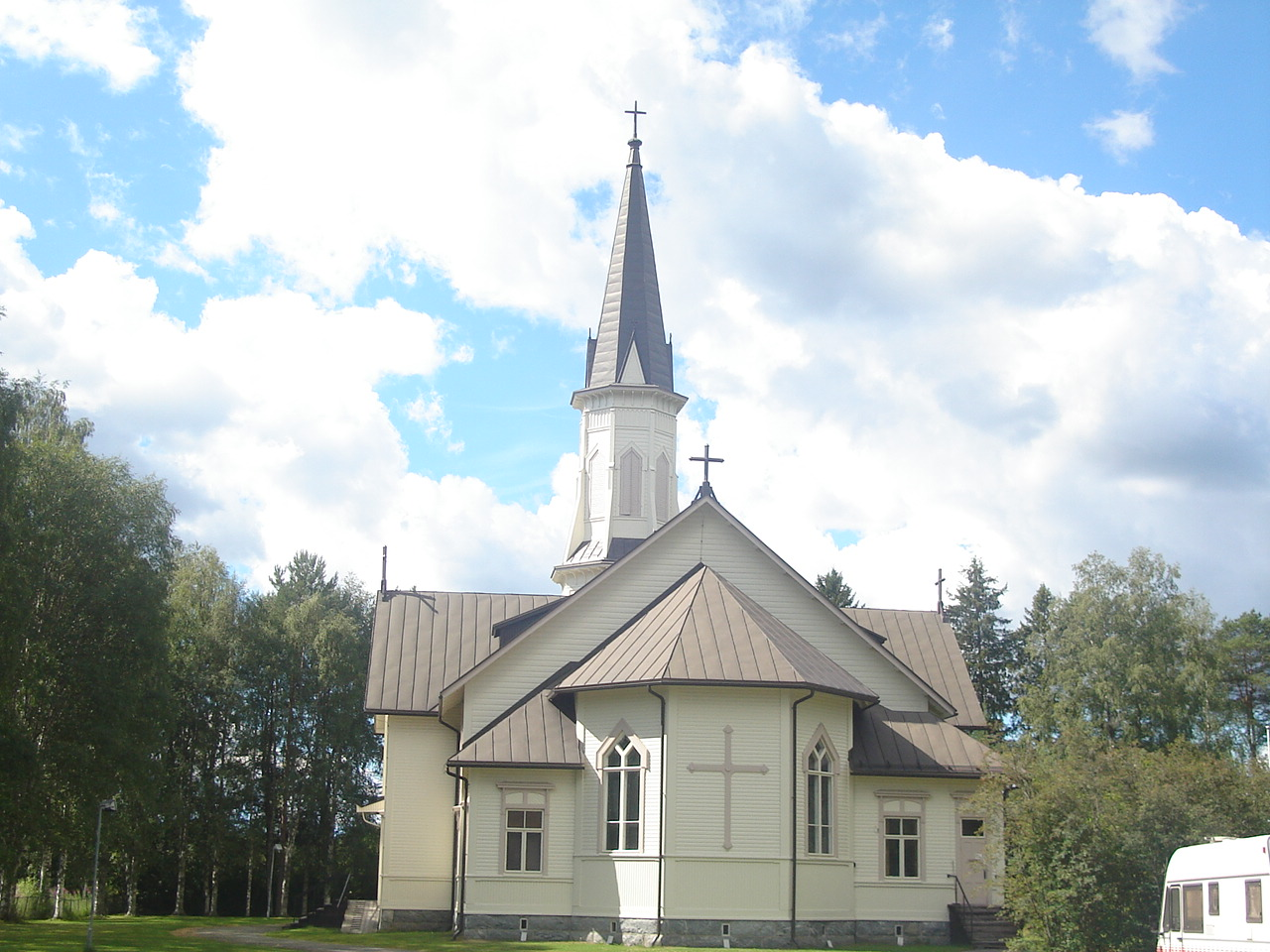
Église de Viekijärvi.
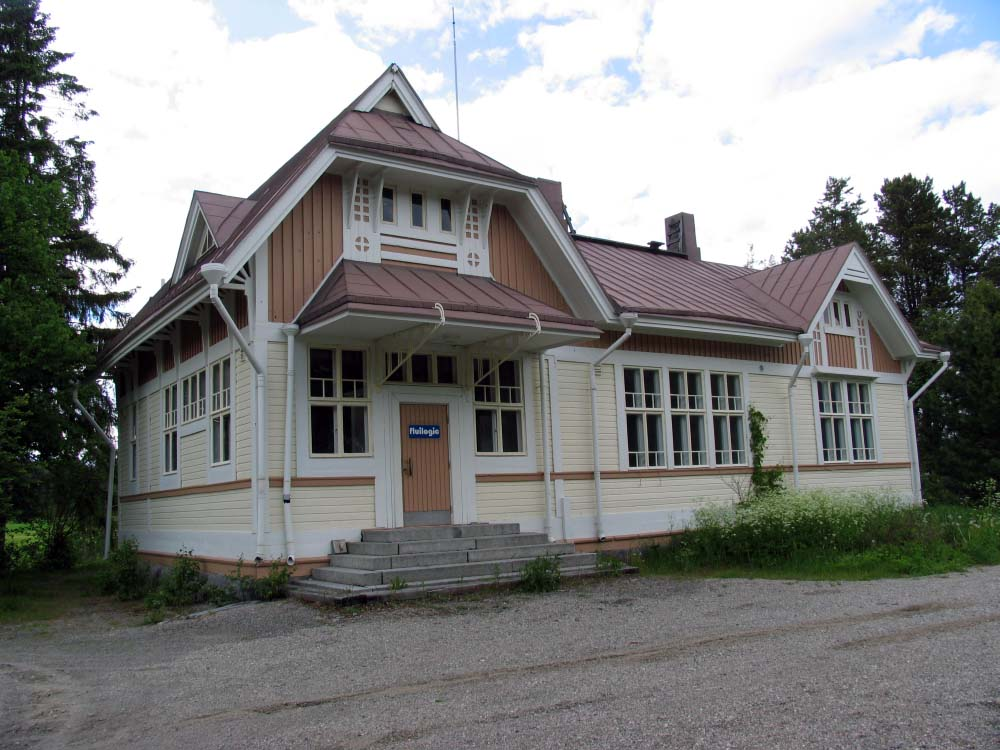
Gare de Vuonislahti.
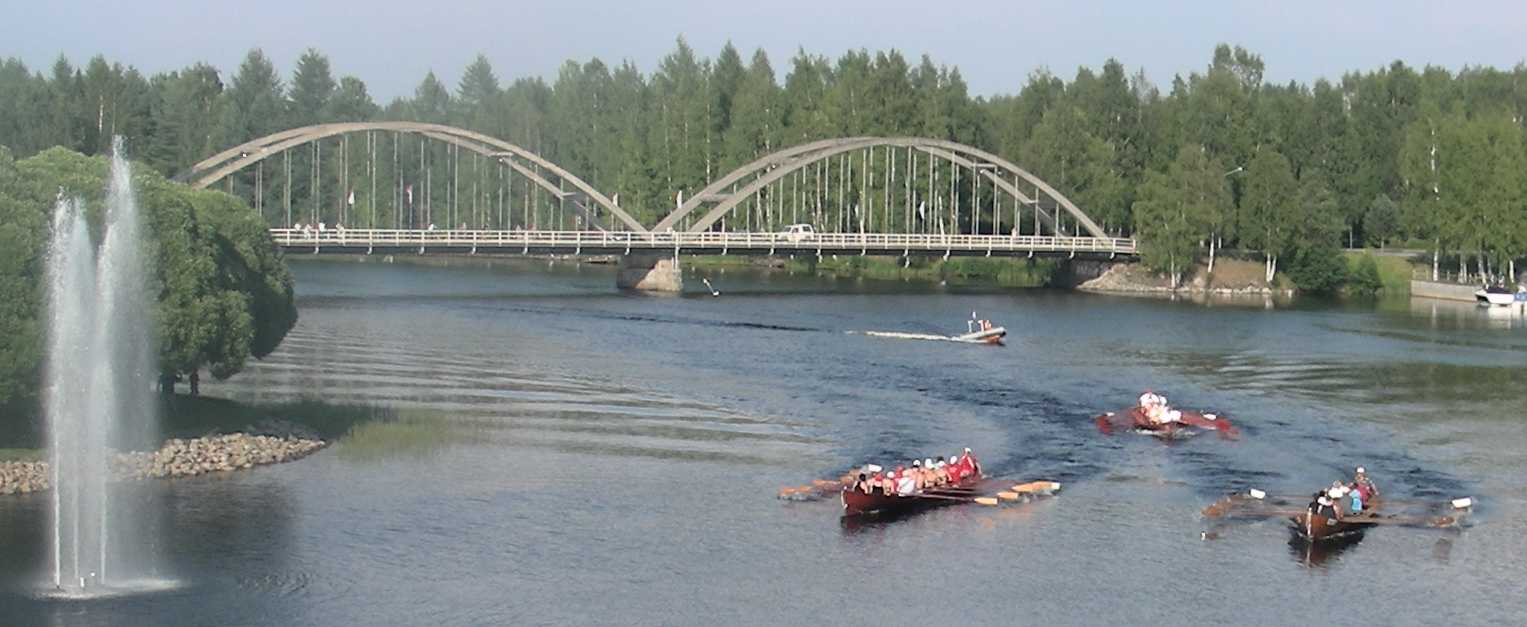
Pont sur la Lieksanjoki.